# Köln-Marsdorf

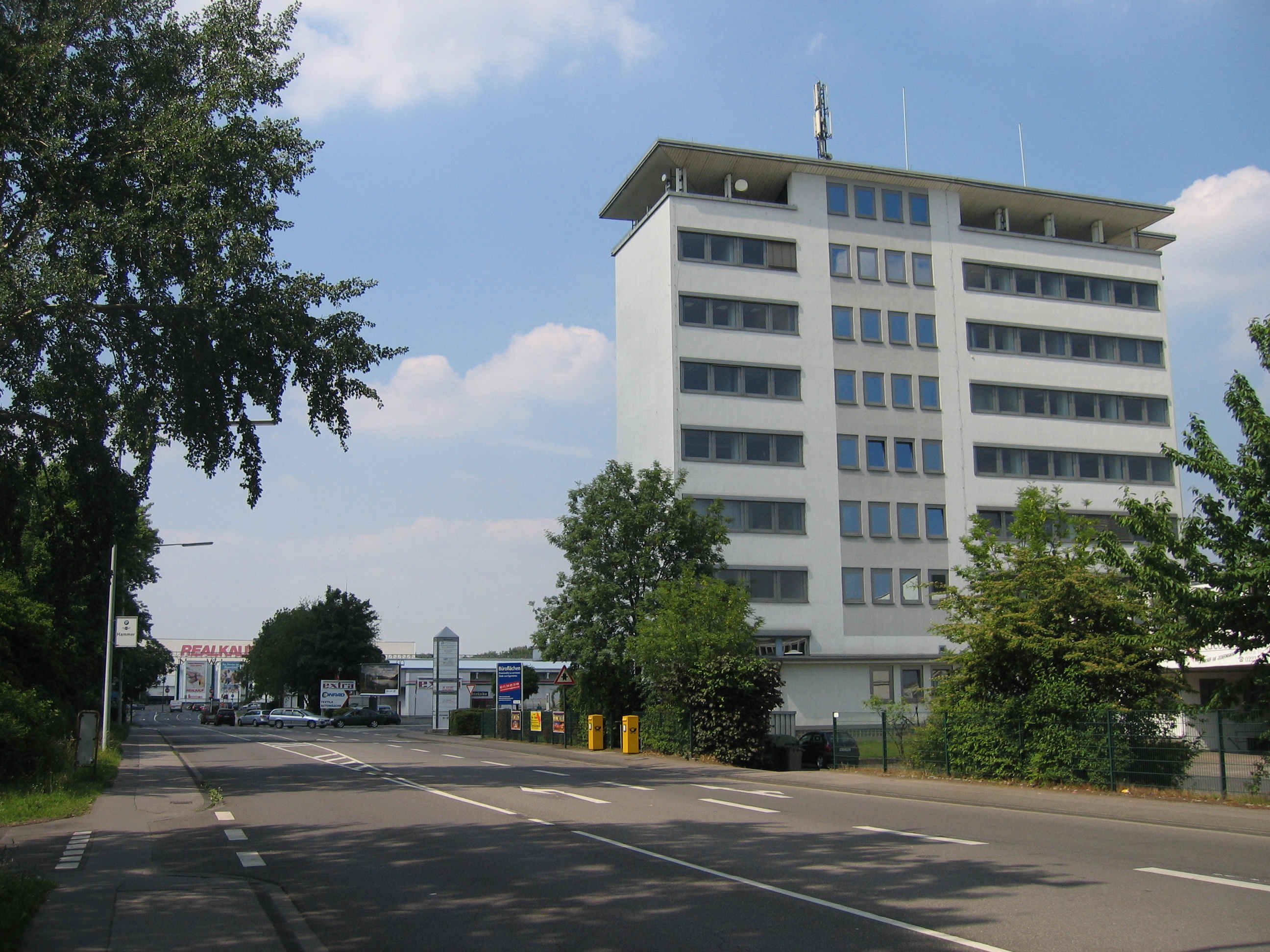
Horbeller Straße mit Bürogebäuden in Marsdorf

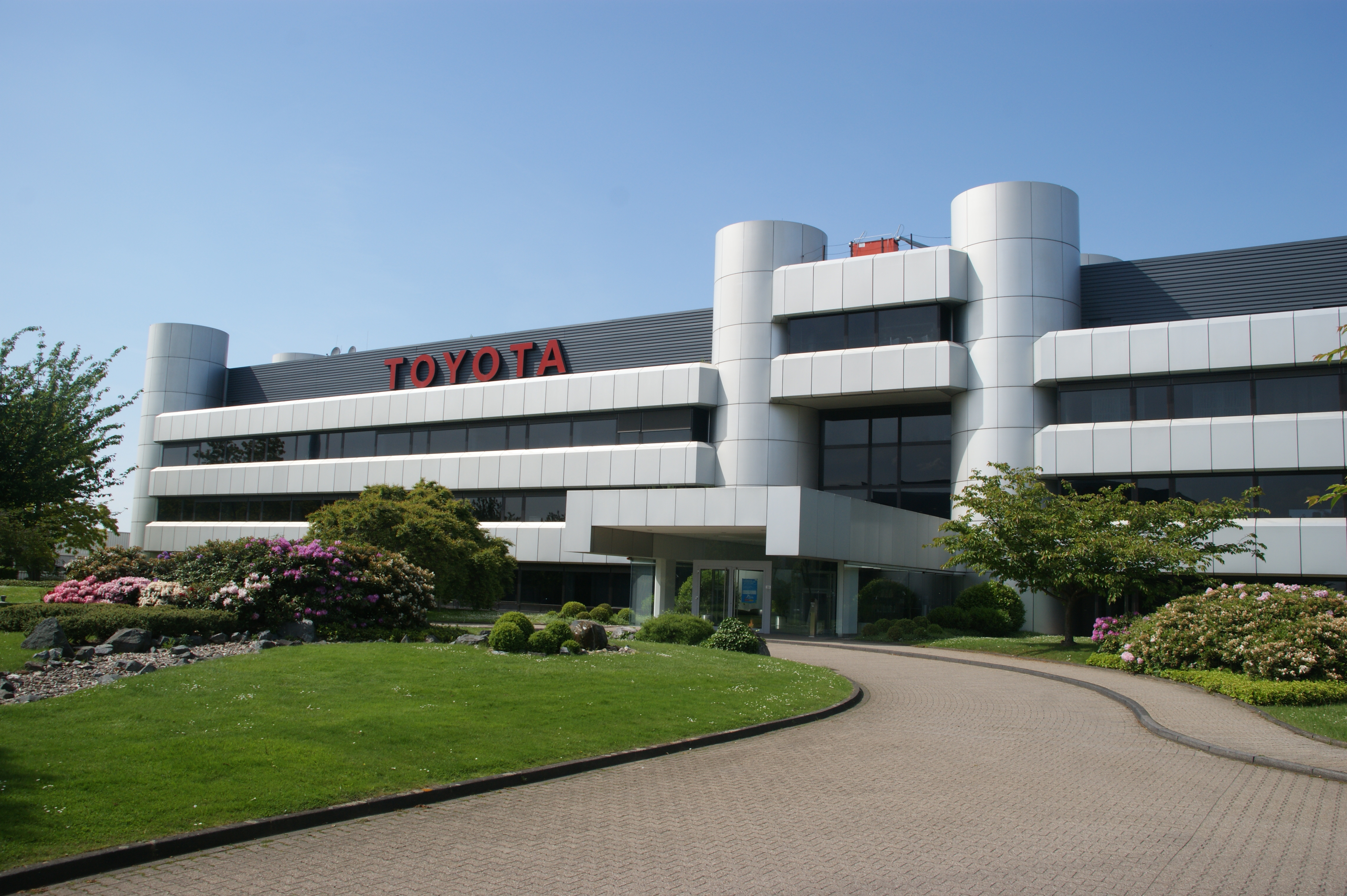
Die deutsche Niederlassung von Toyota im Süden von Marsdorf

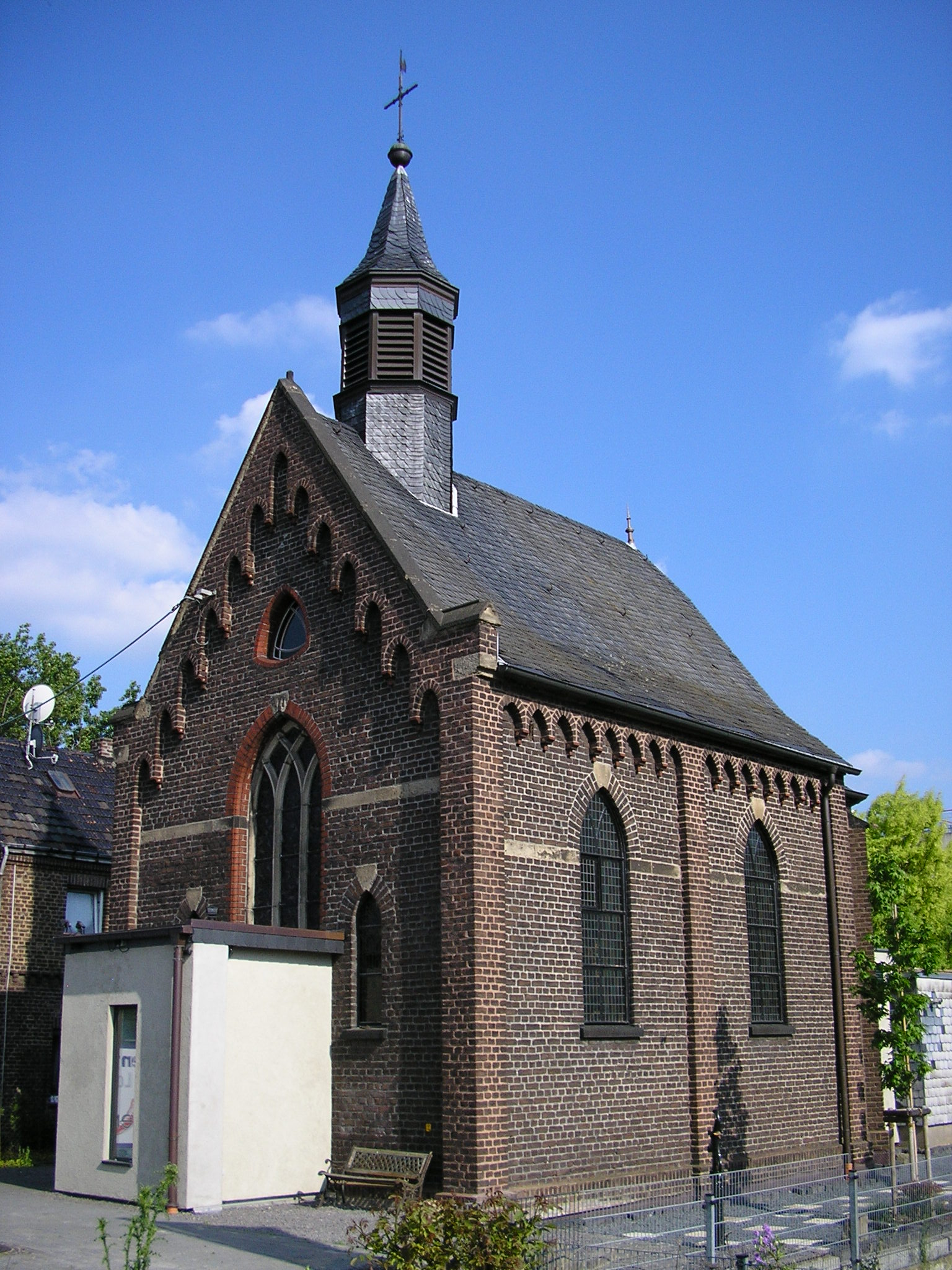
Die 1732 erbaute Dreifaltigkeitskapelle zu Marsdorf

Marsdorf ist ein Ortsteil Kölns am Westrand der Stadt. Administrativ gehört er zum Stadtteil Junkersdorf und mit diesem zum Stadtbezirk Lindenthal.

## Lage
Im Norden und Osten grenzt das etwa 32 Hektar große Marsdorf an den Kölner Stadtteil Junkersdorf, im Süden an die Stadt Hürth und ihre beiden Stadtteile Stotzheim sowie Sielsdorf, im Westen wiederum an die Stadt Frechen und ihre beiden Stadtteile Hücheln und Bachem.

## Geschichte
Urkundlich erwähnt wurde Marsdorf erstmals im Jahr 1157. Ab 1356 gehörte der Ort zum Amt Bergheim im Herzogtum Jülich. Im Jahr 1794 besetzten jedoch französische Revolutionstruppen Marsdorf. Bei der nun einsetzenden neuen Verwaltungseinteilung kam der Ort daher an die Mairie Frechen im Kanton Weiden innerhalb des sogenannten Arrondissement de Cologne im Département de la Roer. 1815 kam der Ort schließlich an das Königreich Preußen und zur Bürgermeisterei Frechen im Landkreis Köln. Während einer kommunalen Neuordnung des bereits 1946 gegründeten Bundeslandes Nordrhein-Westfalen, im Jahr 1975 ging Marsdorf letztlich von der mittlerweile aufgelösten Bürgermeisterei Frechen zur Stadt Köln über.

## Wirtschaft

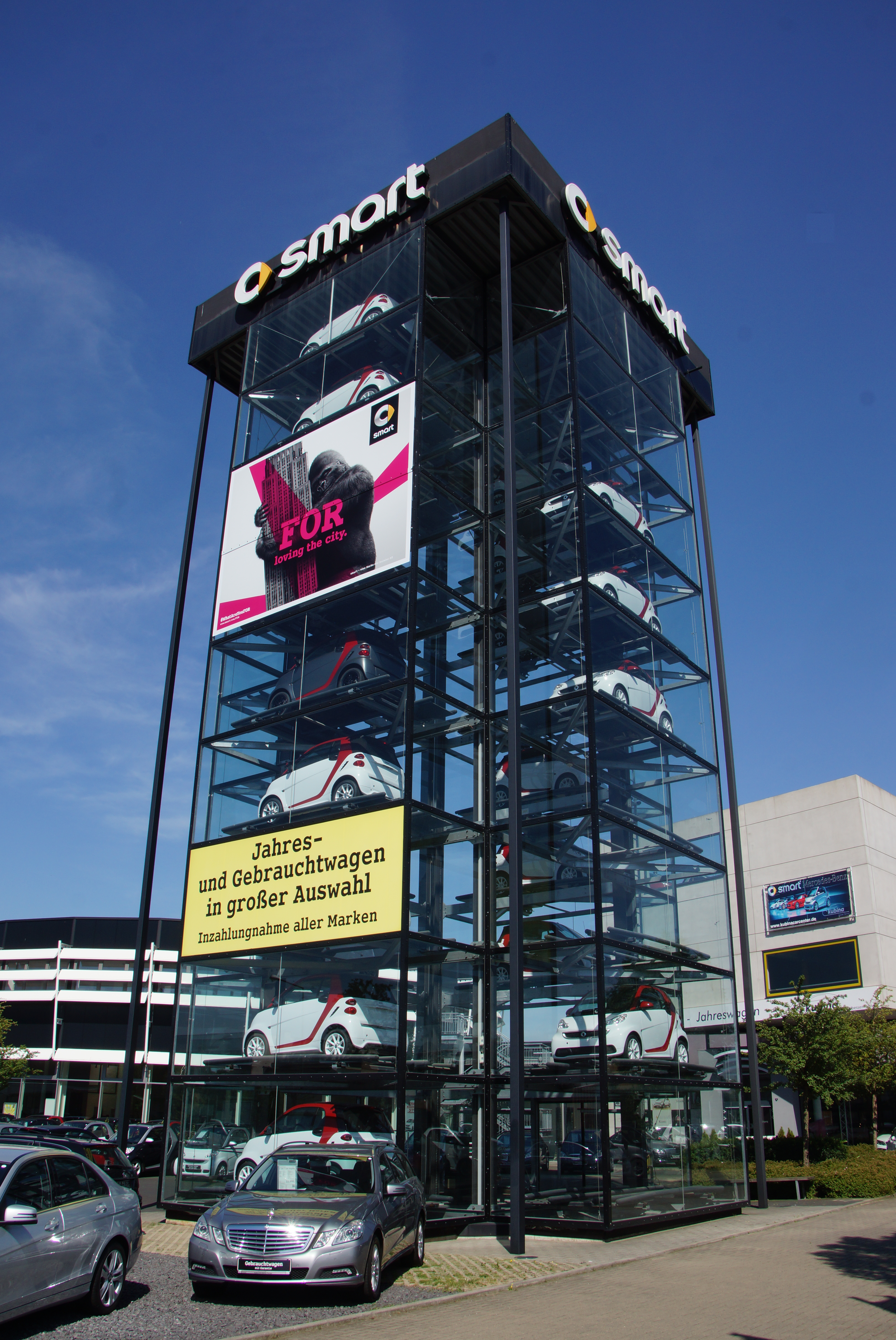
Smart-Center Marsdorf

Marsdorf besteht vorwiegend aus Gewerbeflächen, die auf der sogenannten Grünen Wiese errichtet wurden. Der Ort ist Sitz zahlreicher Unternehmen, darunter Toyota Motorsport, die Motorsportabteilung des japanischen Automobilkonzerns Toyota, und des zweitältesten Unternehmens von Köln, der Joh. Schlösser Wachsbleiche und Kerzenfabrik. Insgesamt haben sich mittlerweile über 130 Unternehmen in Marsdorf angesiedelt. Hierzu zählen auch zahlreiche Handels- und Gastronomieketten. Innerhalb des Ortes wurden in den letzten Jahren etwa weitere sechs Hektar als Gewerbeflächen ausgewiesen.
Lediglich einige alte Gutshöfe wie das Haus Vorst, das Gut Keuschhof und der Krummenhof mit der dazugehörigen Dreifaltigkeitskapelle von 1732, die gegenwärtig als Eventbau genutzt wird, weisen auf eine lebendige Vergangenheit hin.
Des Weiteren wurde im Jahr 2010 in Marsdorf das Waldlabor Köln eingerichtet.

## Verkehr

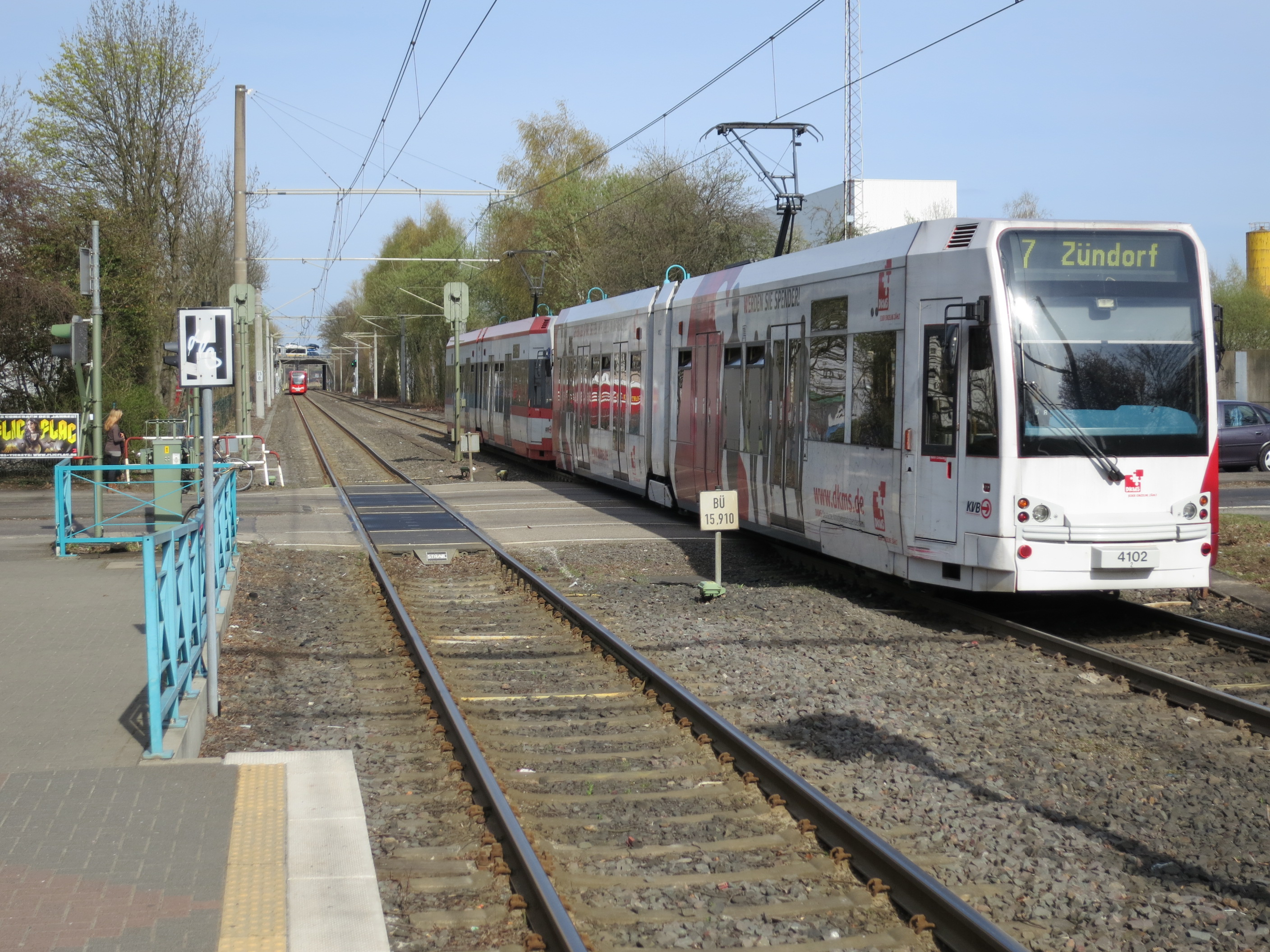
Stadtbahnhaltestelle Marsdorf

Marsdorf ist mit zwei Haltestellen der Stadtbahnlinie 7 an das Kölner Nahverkehrsnetz angebunden.
| Linie | Verlauf / Anmerkungen | Takt (Mo–Fr) |
| ----- | --- | ------------ |
| 7     | Frechen-Benzelrath – Frechen – Marsdorf – Lindenthal – Aachener Str./Gürtel – Moltkestraße – Rudolfplatz – Neumarkt – Heumarkt – Poll – Westhoven – Ensen – Porz Markt – Zündorf | 10/20 min    |

Außerdem befindet sich westlich des Ortes die Anschlussstelle Frechen an der Bundesautobahn 1, die nördlich von Marsdorf die Bundesautobahn 4 kreuzt. Durch Marsdorf verläuft zudem die Bundesstraße 264.

## Persönlichkeiten

### Persönlichkeiten, die im Ort gewirkt haben
- Maria Sophia Bawyr von Frankenberg (1667–1737), war Äbtissin und Grundherrin in Marsdorf
- Hermann Heinrich Gossen (1810–1858), preußischer Jurist, nach dem eine Straße benannt ist
- Ove Andersson (1938–2008), Teamchef für Toyota
- Franz-Josef Sehr (* 1951), Feuerwehrmann und Feuerwehrfunktionär, war vor Ort beim Unternehmen Lekkerland tätig